# کروبرت
کروبرت (به انگلیسی: Kerrobert) یک منطقهٔ مسکونی در کانادا است که در ساسکاچوان واقع شده‌است. کروبرت ۷٫۴۹ کیلومتر مربع مساحت و ۱٬۰۶۱ نفر جمعیت دارد.